# Bill Bland
William 'Barbosa' Bland (Bill Bland) (28. april 1916 i Ashton-under-Lyne, Lancashire - 13. marts 2001) var en britisk marxist og optiker som var kendt som en global leder for bevægelsen, der støttede den albanske kommunistiske leder Enver Hoxha.
Bland blev uddannet ved Manchester Grammar School. Hans far var direktør for et trykkeri, men han mistede sit job under den store økonomiske depression i begyndelsen af 1930'erne, og Bland måtte forlade skolen i en alder af femten år. Efter et besøg i Sovjetunionen i 1937, flyttede Bland til New Zealand i 1938. Bland returnerede til England i 1950. Han var medlem af Communist Party of Great Britain. 
1. ↑  Navnet er anført på svensk og stammer fra Wikidata hvor navnet endnu ikke findes på dansk.